# Perelhal
Perelhal é uma povoação portuguesa sede da Freguesia de Perelhal do Município de Barcelos, freguesia com 6,8 km² de área e 1700 habitantes (censo de 2021), tendo, por isso, uma densidade populacional de 250 hab./km².

## Demografia
A população registada nos censos foi:
| Distribuição da População por Grupos Etários | Distribuição da População por Grupos Etários | Distribuição da População por Grupos Etários | Distribuição da População por Grupos Etários | Distribuição da População por Grupos Etários |
| -------------------------------------------- | -------------------------------------------- | -------------------------------------------- | -------------------------------------------- | -------------------------------------------- |
| Ano                                          | 0-14 Anos                                    | 15-24 Anos                                   | 25-64 Anos                                   | > 65 Anos                                    |
| 2001                                         | 316                                          | 269                                          | 873                                          | 145                                          |
| 2011                                         | 319                                          | 197                                          | 1026                                         | 207                                          |
| 2021                                         | 236                                          | 213                                          | 914                                          | 337                                          |